# Dive Copse British Cemetery
Dive Copse British Cemetery is een Britse militaire begraafplaats met gesneuvelden uit de Eerste Wereldoorlog, gelegen in de Franse gemeente Sailly-le-Sec (departement Somme). Ze ligt aan de weg genaamd Le Bois Menet op 1.800 m ten noordoosten van het centrum (gemeentehuis). De begraafplaats heeft een onregelmatige vorm dat gelijkt op een rechthoek met driehoekig uitsteeksel aan de zuidzijde en wordt omsloten door een bakstenen muur. Er zijn twee identieke toegangen met een houten hekje tussen witte stenen zuilen. Het Cross of Sacrifice staat tegen de noordelijke muur en de Stone of Remembrance tegen de oostelijke muur. In de zuidoostelijke hoek staat een schuilhuisje. 
De begraafplaats telt 589 doden waaronder 29 niet geïdentificeerde en wordt onderhouden door de Commonwealth War Graves Commission.

## Geschiedenis
Vóór het begin van de Slag aan de Somme in juni 1916, werd de grond ten noorden van de begraafplaats geselecteerd voor het vestigen van een veldhospitaal (Casualty Clearing Station, C.C.S.). Dive Copse was een klein bosje ten zuiden van de weg van Bray-sur-Somme naar Corbie dat werd genoemd naar de officier die het veldhospitaal leidde. Tussen juli en september 1916 werden de perken I en II gebruikt voor het begraven van de overleden gewonden uit dit veldhospitaal. 
Tijdens het Duitse lenteoffensief viel de begraafplaats in vijandelijke handen en werd het niet meer gebruikt. Na de herovering in augustus 1918 werden in perk III 77 soldaten begraven die in die maand waren omgekomen en ook gesneuvelden die afkomstig waren van het omringende slagveld en van Essex Cemetery ((33 doden) in Sailly-le-Sec.
Onder de geïdentificeerde doden zijn er 494 Britten, 48 Australiërs en 18 Nieuw-Zeelanders. Voor 10 slachtoffers werden Special Memorials opgericht omdat hun graven niet meer gelokaliseerd konden worden en men neemt aan dat ze zich onder naamloze grafzerken bevinden.

## Graven

### Onderscheiden militairen
- Dudley George Blois, luitenant-kolonel bij de Royal Field Artillery en William Digby Oswald, luitenant-kolonel bij de 5th Dragoon Guards (Princess Charlotte of Wales's) werden onderscheiden met de Distinguished Service Order (DSO).
- Frederick Hamilton Ralls, kapitein bij het London Regiment (Queen Victoria's Rifles) en Donald Theodore Wood, onderluitenant bij de Royal Field Artillery werden tweemaal onderscheiden met het Military Cross (MC and Bar).
- Valentine Clements Davies kapitein bij de Royal Field Artillery, L.E. Oudin, kapitein bij de Duke of Cornwall's Light Infantry en Denis Doyle, kapelaan bij het Army Chaplains' Department werden onderscheiden met het Military Cross (MC).
- F. Hill, kapitein bij het London Regiment (Prince of Wales' Own Civil Service Rifles); W.H. Beckley, kanonnier bij de Royal Garrison Artillery en W. Jackson, soldaat bij het Bedfordshire Regiment werden onderscheiden met de Distinguished Conduct Medal (DCM). Laatstgenoemde ontving ook het Croix de guerre.
- William James Miller Husband, sergeant bij de South African Infantry werd onderscheiden met de Meritorious Service Medal (MSM).
- sergeant Frederick Lucas, korporaal W.C. Gribble, kanonnier J.A. Black en de soldaten D. Franks en John James Strickland werden onderscheiden met de Military Medal (MM). Korporaal Charles Thomas Wilton ontving deze onderscheiding tweemaal (MM and Bar).

### Minderjarige militair
- William Parsonage, soldaat bij het South Lancashire Regiment was 17 jaar toen hij op 3 augustus 1916 sneuvelde.

### Aliassen
- schutter Keith Harold Nockolds diende onder het alias Keith Harold Nicholls bij het London Regiment (Queen's Westminster Rifles).
- soldaat James Baxter diende onder het alias W. Smith bij de Royal Scots.